# إميليو غارسيا
إميليو غارسيا (بالإسبانية: Emilio García)‏ هو فنان إسباني، ولد في 22 يناير 1981 في طراغونة في إسبانيا.

## وصلات خارجية
- الموقع الرسمي